# Lleision ap Morgan Gam
Lleision ap Morgan Gam, auch Lleisan, († vor 1262) war ein Lord of Afan, einer kleinen walisischen Herrschaft in Südostwales, die unter der Oberhoheit der englischen Lords of Glamorgan stand. 
Lleision war ein Sohn von Morgan Gam und wurde nach dessen Tod im Februar 1241 Lord of Afan. 1246 versuchte er in einem Englisch-Walisischen Krieg noch vergeblich Newcastle zu erobern, das sein Großvater Morgan ap Caradog noch besessen hatte. Wenig später erkannte er im Gegensatz zu seinem Vater und zu seinem Vetter Hywel ap Maredudd, dem Lord der benachbarten Herrschaft Meisgyn, die Oberhoheit von Richard de Clare als Lord of Glamorgan an. 1247 verzichtete er seine Ansprüche auf Margam Abbey und 1249 auf Neath Abbey. Für Richard de Clare war er damit keine Gefahr mehr. Im Gegensatz zu Hywel ap Maredudd konnte er deshalb seine Herrschaft erhalten und wurde nicht von Richard de Clare vertrieben. Lleision wandelte sich von einem walisischen Häuptling zu einem feudalen Lord, der in Plas Baglan an der Mündung des River Afan residierte. Sein Nachfolger war 1262 sein Bruder Morgan Fychan, der zunächst den Kampf gegen die englischen Lords of Glamorgan wieder aufnahm.